# Piper Aircraft
Piper Aircraft – amerykańska wytwórnia lotnicza wytwarzająca samoloty dla lotnictwa ogólnego utworzona w roku 1927. Siedziba firmy zlokalizowana jest w porcie lotniczym Vero Beach w Vero Beach na Florydzie. W latach 1950–1984 modele samolotów nazywano od nazw plemion indiańskich.

## Wybrane modele

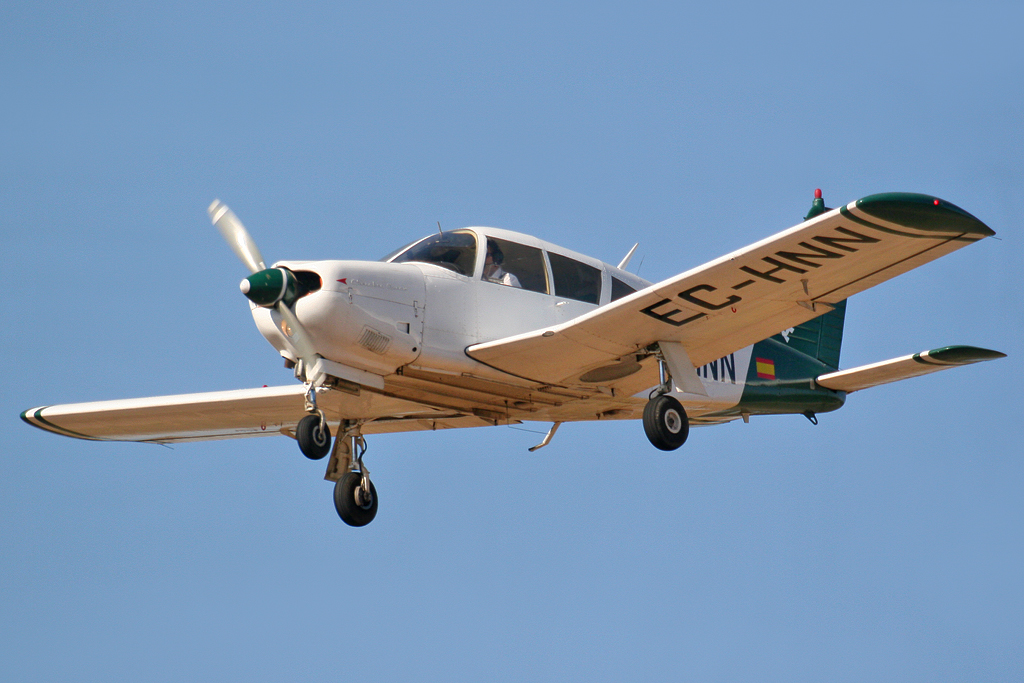
Piper PA-28R-180 Arrow

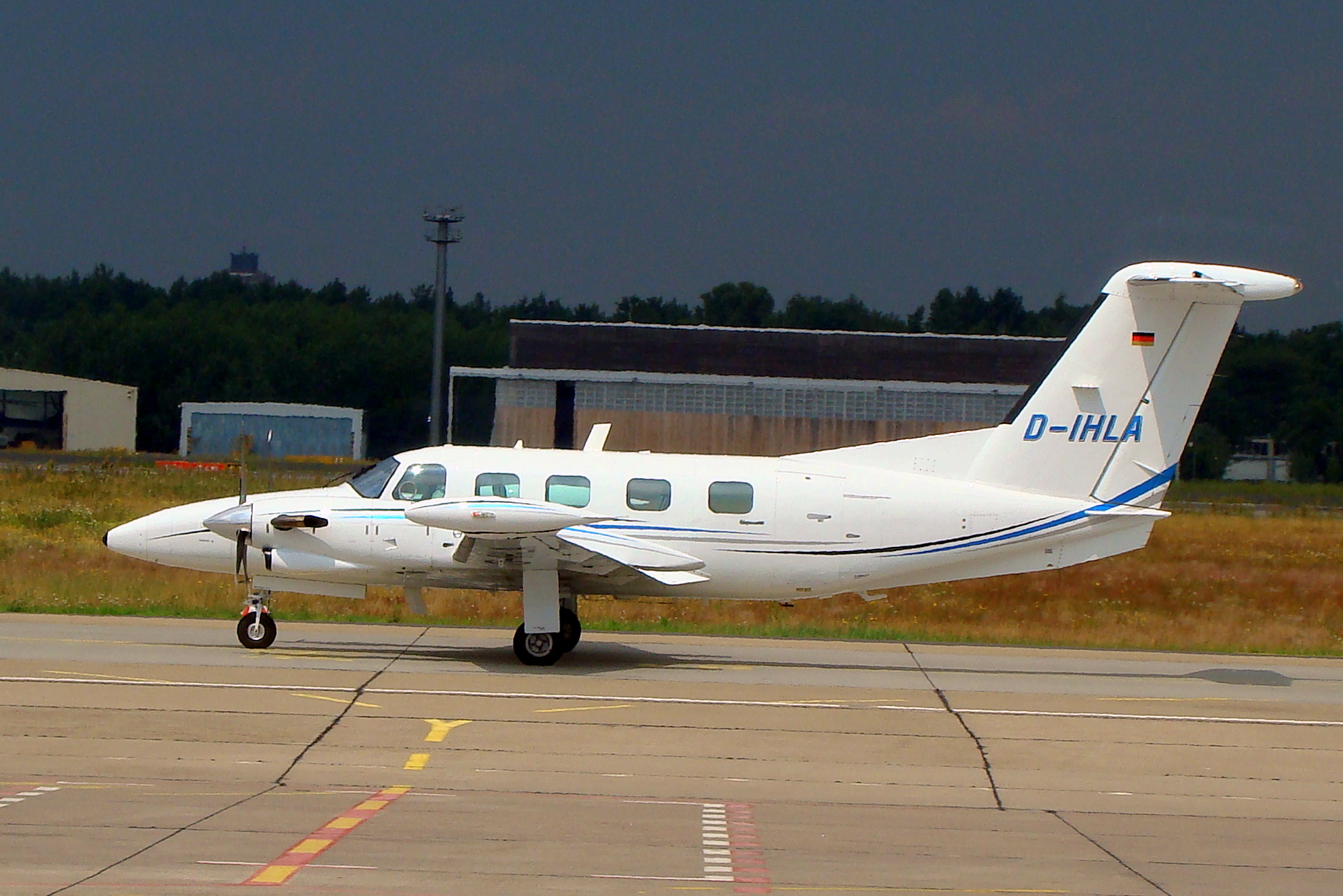
Piper PA-42 Cheyenne

Do wybranych modeli samolotów produkowanych przez firmę Piper zaliczają się:
- J-3 Cub
- Piper PA-18 Super Cub
- Piper PA-22 Tri-Pacer(inne języki)
- Piper PA-23 Apache
- Piper PA-24 Comanche
- Piper PA-25 Pawnee(inne języki)
- Piper PA-28 Cherokee, w innych wersjach znany również jako m.in. Warrior oraz Arrow.
- Piper PA-31 Navajo, w innych wersjach znany również jako m.in. Chieftain oraz Mojave.
- Piper PA-32 Saratoga, w innych wersjach znany również jako Lance oraz Cherokee Six
- Piper PA-34 Seneca
- Piper PA-38 Tomahawk
- Piper PA-42 Cheyenne
- Piper PA-44 Seminole(inne języki)
- Piper PA-46 Malibu, również Mirage, Meridian i Matrix
- Piper PA-48 Enforcer(inne języki)
- Piper PA-60 Aerostar